# Santa Clara de Louredo
Santa Clara de Louredo è una freguesia (frazione) del comune portoghese di Beja, situato nella regione dell'Alentejo.